# Cat Bells
Cat Bells är en kulle i Storbritannien.   Den ligger i grevskapet Cumbria och riksdelen England, i den centrala delen av landet, 400 km nordväst om huvudstaden London. Toppen på Cat Bells är 451 meter över havet, eller 93 meter över den omgivande terrängen. Bredden vid basen är 0,93 km. Cat Bells ligger vid sjön Derwent Water. Den ingår i Cumbrian Mountains.
Terrängen runt Cat Bells är kuperad. Runt Cat Bells är det ganska tätbefolkat, med 70 invånare per kvadratkilometer. Närmaste större samhälle är Keswick, 4,2 km nordost om Cat Bells. I omgivningarna runt Cat Bells växer i huvudsak blandskog.